# Jan Oczkowski

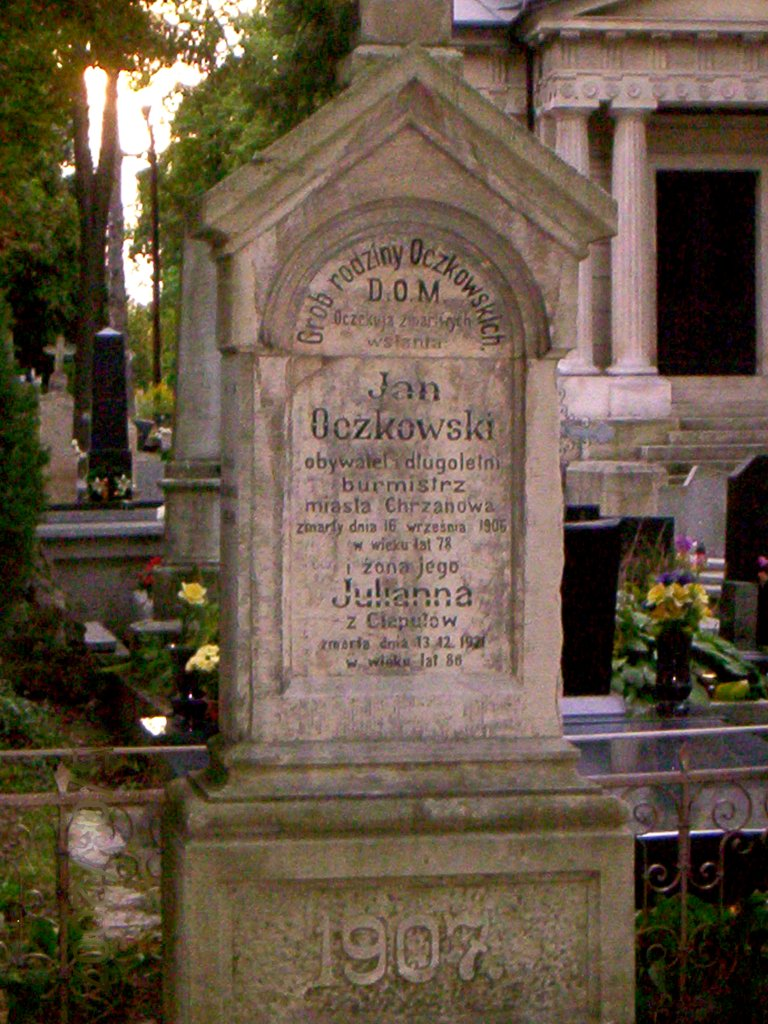
Grób Jana i Julianny Oczkowskich na cmentarzu w Chrzanowie

Jan Józef Oczkowski (ur. 28 marca 1829 w Chrzanowie, zm. 16 września 1906 tamże) – wieloletni burmistrz, a następnie wiceburmistrz Chrzanowa w czasach zaboru austriackiego.

## Życiorys
W czasie powstania styczniowego (1863–1864) brał udział w organizowaniu pomocy i dostarczaniu wyposażenia dla powstańców na teren Królestwa Polskiego, za co ukarany został więzieniem. Karę odbywał w Krakowie i Wiśniczu. Po odzyskaniu wolności usiłował uzyskać pomoc u księdza Ludwika Ruczki dla swojego brata stryjecznego Błażeja, zesłanego na Syberię.
Pełnił funkcję radnego miejskiego w Chrzanowie od 17 lutego 1867 do 19 czerwca 1870 i od 29 września 1876 do 12 grudnia 1888, kiedy to został wybrany burmistrzem miasta. 19 kwietnia 1899 przeszedł na stanowisko wiceburmistrza i piastował je aż do śmierci.
Wywodził się z rodu cabanów – mieszkańców miasta o tatarskich korzeniach. Z żoną Julianną (z domu Ciaputa) miał syna Franciszka.
Patron jednej z ulic w Chrzanowie.